# Registres de maquinari

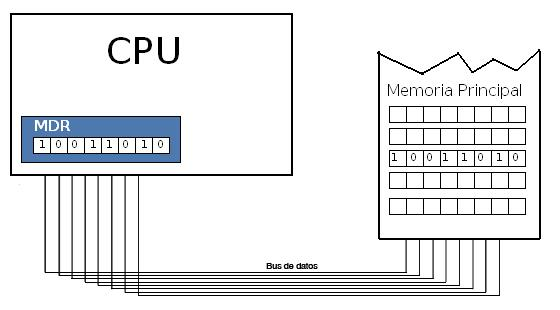
Diagrama del registre de dades a memòria.

En l'electrònica digital, especialment en informàtica, els registres de maquinari són circuits típicament compostos per biestables, sovint amb moltes característiques similars a la memòria, com ara:
- La capacitat de llegir o escriure diversos bits alhora, i
- Ús d'una adreça per seleccionar un registre concret d'una manera similar a una adreça de memòria.

La seva característica distintiva, però, és que també tenen funcions especials relacionades amb el maquinari més enllà de les de la memòria ordinària. Així, segons el punt de vista, els registres de maquinari són com la memòria amb funcions addicionals relacionades amb el maquinari; o, els circuits de memòria són com registres de maquinari que només emmagatzemen dades.
Els registres de maquinari s'utilitzen en la interfície entre el programari i els perifèrics. El programari els escriu per enviar informació al dispositiu i els llegeix per obtenir informació del dispositiu. Alguns dispositius de maquinari també inclouen registres que no són visibles per al programari, per al seu ús intern.
Depenent de la seva complexitat, els dispositius de maquinari moderns poden tenir molts registres. Els circuits integrats estàndard solen documentar els seus registres exposats externament com a part de la seva fitxa de dades de components electrònics.
Els usos típics dels registres de maquinari inclouen:
- configuració i posada en marxa de determinades funcions, especialment durant la inicialització
- emmagatzematge de memòria intermèdia, per exemple, memòria de vídeo per a targetes gràfiques
- entrada/sortida (I/O) de diferents tipus
- informes d'estat, com ara si s'ha produït un esdeveniment determinat a la unitat de maquinari, per exemple, un registre d'estat del mòdem o un registre d'estat de línia.[4]